# Parque nacional marítimo-terrestre del Archipiélago de Cabrera

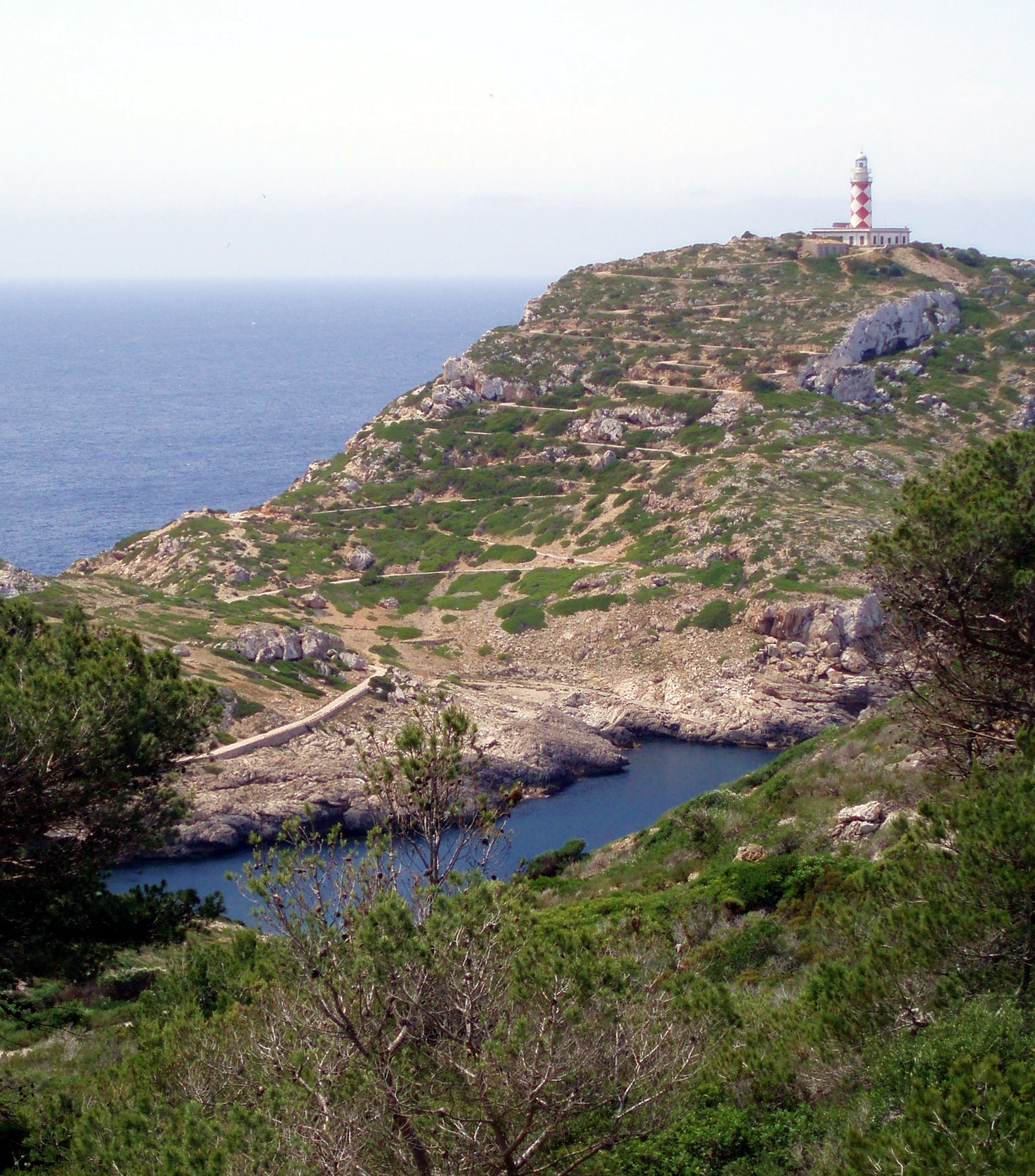
Faro de n'Enciola, en la isla de Cabrera.

El Parque nacional marítimo-terrestre del Archipiélago de Cabrera es un espacio natural protegido español conformado por un conjunto de islotes pertenecientes al archipiélago balear que fue declarado parque nacional marítimo terrestre el 29 de abril de 1991 mediante la Ley 14/1991 y cuyo tamaño aumentó ocho veces en 2019.
Tiene un gran valor natural, ya que, debido a su aislamiento a lo largo de la historia, ha llegado hasta nuestros días prácticamente inalterado: el paisaje litoral de Cabrera se puede considerar uno de los mejores conservados de las costas españolas, y uno de los mejores de todo el Mediterráneo. Cobija asimismo importantes colonias de aves marinas y especies endémicas. Debido a su riqueza biótica y a la abundancia y variedad de aves, también ha sido declarada como Zona de Especial Protección para las Aves (ZEPA) y como Zona Especial de Conservación, así que está integrada en la Red Natura 2000. Tiene también la categoría de Zona Especialmente Protegida de Importancia para el Mediterráneo (ZEPIM) del protocolo de áreas marinas protegidas del Convenio de Barcelona para la protección del Mar Mediterráneo. 
Administrativamente, este archipiélago pertenece al término municipal de Palma de Mallorca. Con 120 505 visitantes anualmente (2015), el Archipiélago de Cabrera es el decimocuarto parque nacional de España en número de visitantes.

## Historia
La isla de Cabrera y los islotes mayores han sido visitados por las principales civilizaciones mediterráneas: fenicios, cartagineses, bizantinos y romanos.

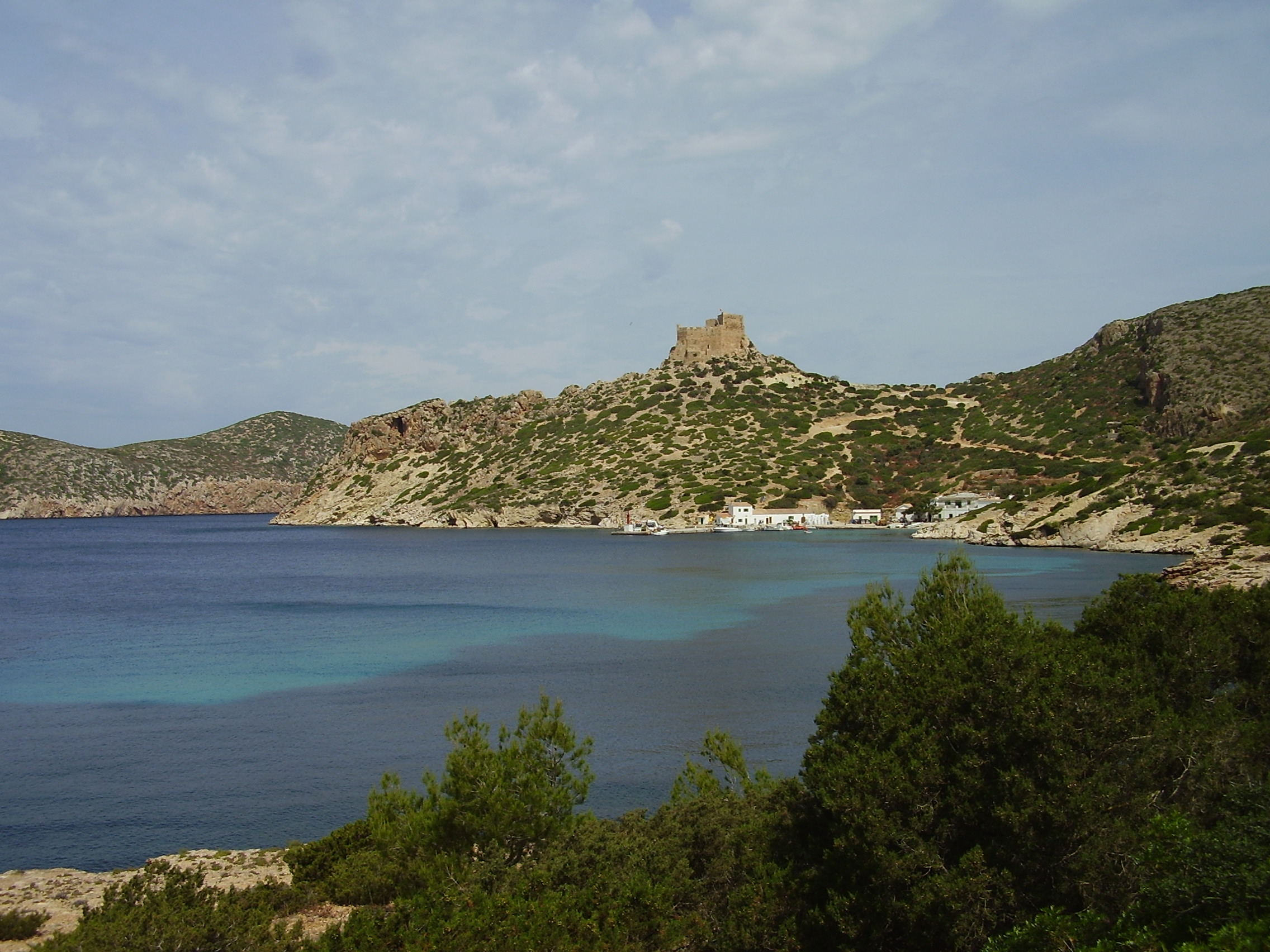
Castillo de Cabrera

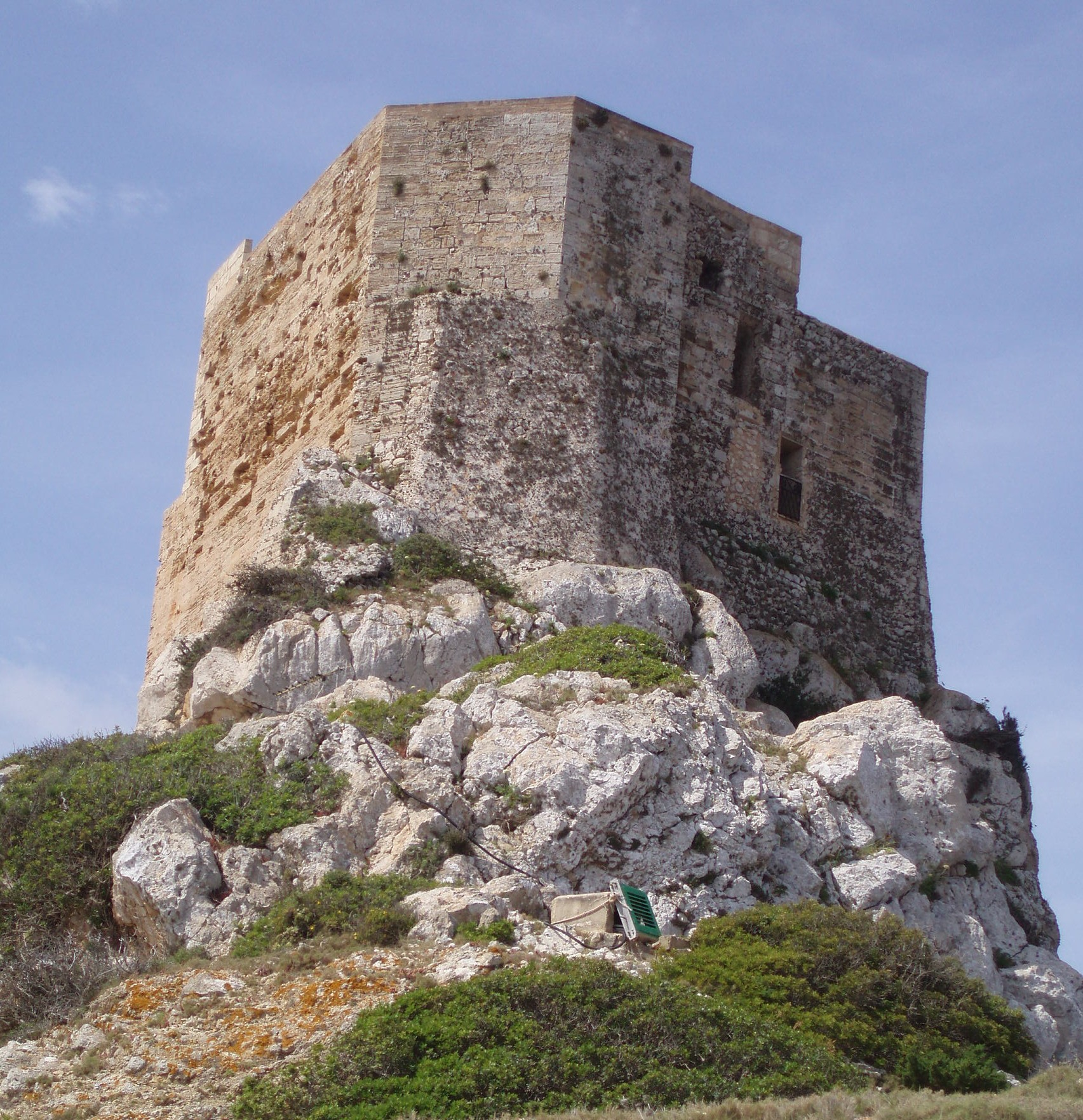
Castillo de Cabrera

Durante los siglos XIII y XIV, la isla de Cabrera y su puerto natural eran utilizados por piratas berberiscos como base desde donde atacar las costas mallorquinas. 
Por este motivo, ya en el siglo XIV, se construyó un castillo en la entrada del puerto. Este castillo evitaba que se usase el puerto como base pirata y permitía una mayor vigilancia de las aguas cercanas a Mallorca.
En 1808, estalla la Guerra de la Independencia Española. Los soldados franceses que fueron hechos prisioneros en la Batalla de Bailén terminaron encarcelados en la isla de Cabrera. En realidad no había ningún edificio que pudiera llamarse cárcel: la cautividad era el propio aislamiento de la isla. Este cautiverio terminó en 1814, al firmarse la paz. Debido a la escasez de recursos de la isla y a la falta de suministros por parte de las autoridades de la Junta de Defensa de Mallorca, no más de la mitad seguían vivos al finalizar la guerra; y en recuerdo de estos prisioneros, se erigió un monolito en la isla.
A finales del siglo XIX, la isla de Cabrera pasa a ser propiedad privada. Los dueños, la familia Feliu, intentan el cultivo de vid en la isla. Para ello construyeron una bodega, que se utiliza actualmente como museo.
En 1916, el archipiélago es expropiado por intereses de defensa. Se establece en la isla de Cabrera una pequeña guarnición. La isla se utilizaría hasta su conversión en parque nacional como área de práctica de tiro. Esta presencia militar protegió el entorno natural al evitar que el archipiélago fuese objeto de especulación inmobiliaria.
En marzo de 1991, se declara Cabrera como parque nacional Marítimo y Terrestre. El 1 de febrero de 2019, se ampliaron sus límites incorporando al mismo espacios marinos colindantes en una superficie de 80 779,05 hectáreas, con lo que su nueva extensión es de 90 800,52 hectáreas.

## Geografía
Situado a 10 km del cabo de Las Salinas (municipio de Santañí, en el sur de la isla de Mallorca), el archipiélago de Cabrera es en realidad un afloramiento meridional de las Sierras de Levante (Serres de Llevant). 

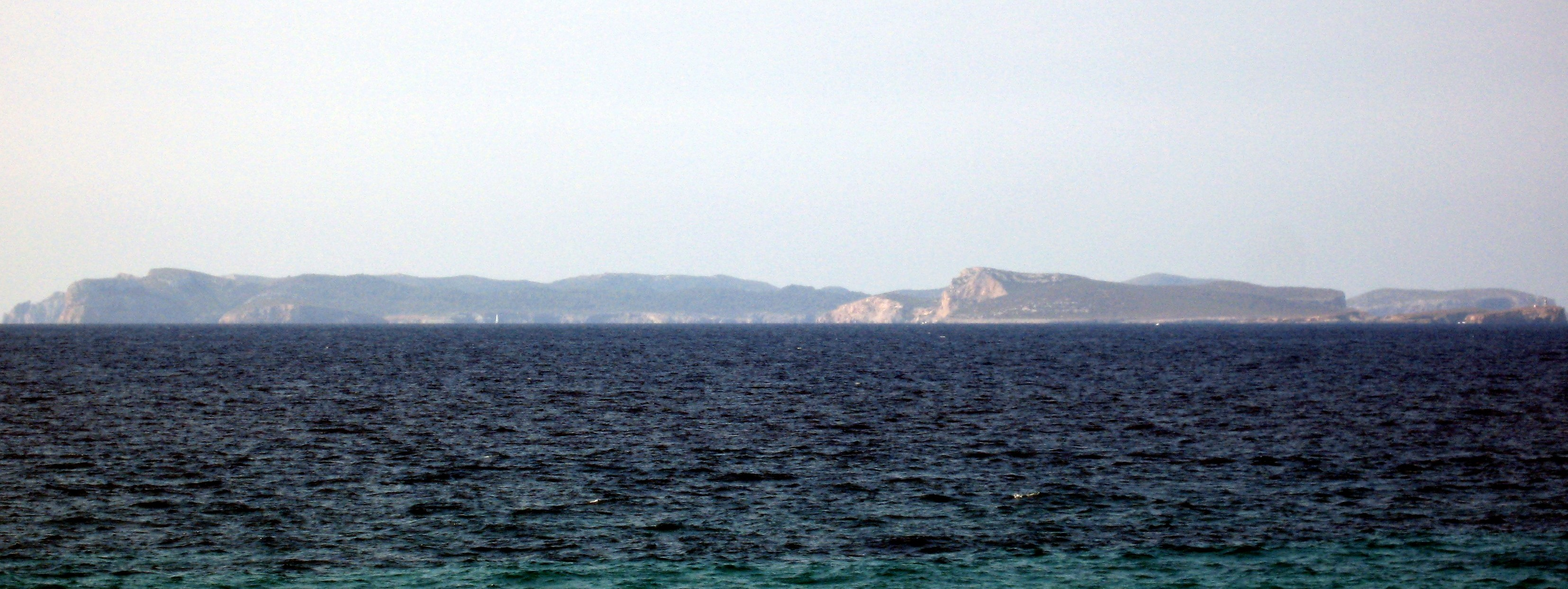
Vista desde Mallorca

Cabrera tiene un clima semiárido, suave durante los inviernos y cálido en los veranos; con una media anual de 18 °C. El archipiélago está sometido al estrés del viento y la sal. El parque tiene una superficie de 90 800,52 ha, de las que 89 482,52  son marítimas y 1318 terrestres. La cota máxima es de 172 m s. n. m., y la mínima supera los 2000 m de profundidad (antes de la ampliación de 2019, era de 118 m).

### Islas e islotes
Está constituido por 19 islas e islotes. La mayor en superficie es Cabrera, seguida de Conejera. Las otras islas mayores son Ses Rates, Els Estels, L'Imperial, Ses Bledes, Es Fonoll, Na Redona, L'Esponja, Na Plana, Na Pobra, S'Illot Pla, S'Illot y Na Foradada.

#### Orden de las islas y los islotes
Las islas y los islotes, en orden de norte a sur y de poniente a levante, son:
- Na Foradada
- S'illot de na Foradada
- S'illot Pla
- Na Pobra
- Na Plana
- L'Esponja
- Conejera (Conillera o illa dels Conills)
- Na Redona
- Cabrera
- S'illa des Fonoi
- S'illa de ses Bledes
- S'illa de ses Rates
- S'Estell Xapat
- S'Estell de s'Esclata-Sang
- L'Imperial
- S'Estell des Coll
- S'Estell de Fora

## Flora y fauna

### Flora
En cuanto a la flora marina, hay que recordar que alrededor de un 98 % de la superficie del parque nacional de Cabrera es mar. Bajo las aguas que rodean este conjunto de islas, tienen su hábitat multitud de especies vegetales y algares que, gracias a la claridad que alcanzan las aguas, resultan fácilmente localizables. Es posible observar más de 160 especies, entre las que destacan por su número las algas. Lo más impresionante son las praderas de posidonia oceánica: parecida a las algas, la posidonia es en realidad una planta superior que cuenta con raíces y flores, considerada como una de las principales fuentes de vida del Mediterráneo y lamentablemente en grave regresión en toda la costa.

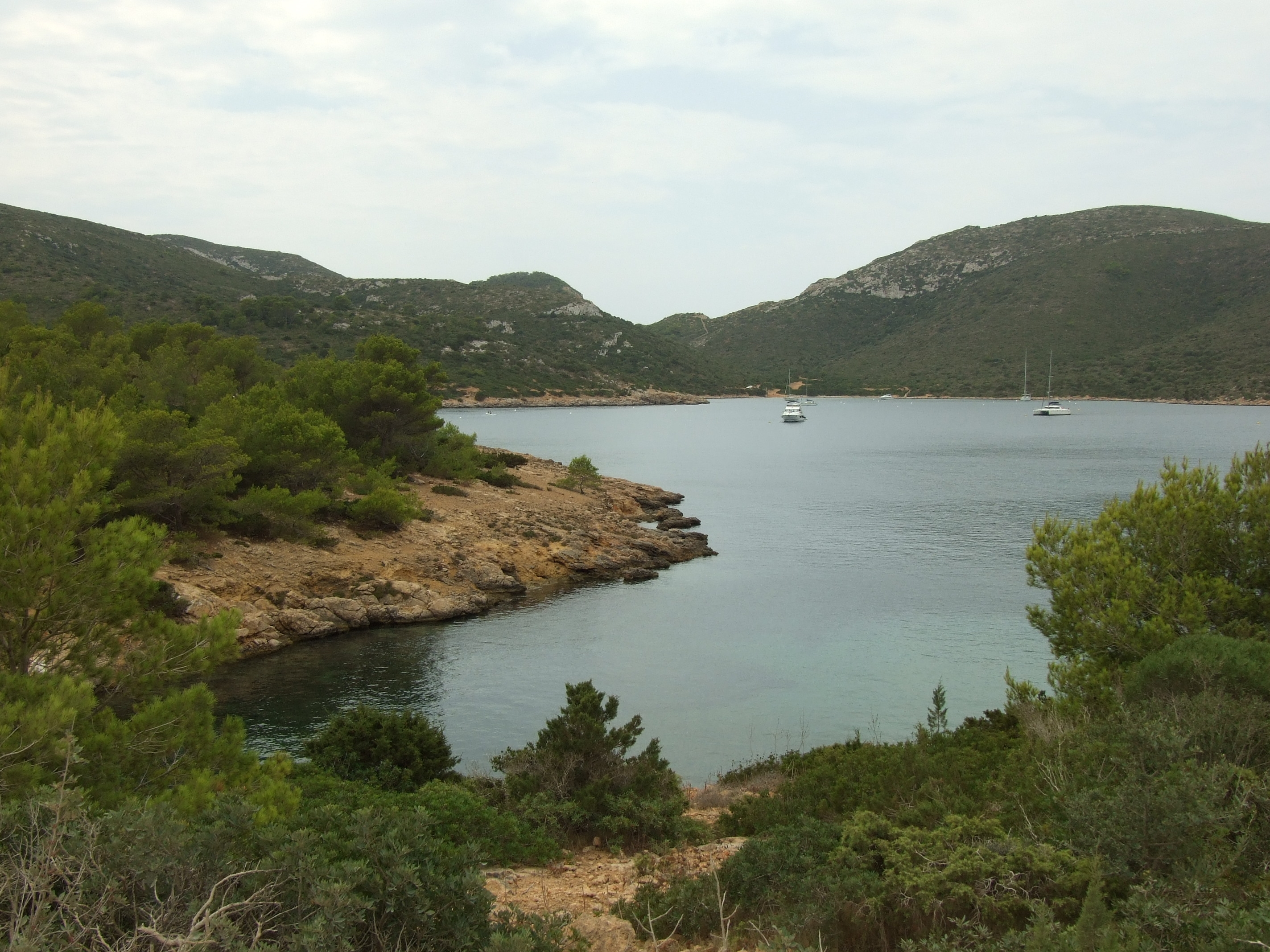
Pinos y sabinas en Cabrera

El parque se asienta sobre calizas, margas y dolomías de origen terciario, y tiene un clima mediterráneo. En el medio terrestre, el archipiélago presenta una vegetación típicamente mediterránea, con una comunidad muy extendida de maquia con acebuches y matorral xerófilo, con algunos bosquecillos de pino carrasco. Sin embargo, Cabrera muestra unas particularidades: al lado del acebuche, el olivillo, los aladiernos, la lechetrezna, aparecen especies típicas del encinar, como el aladierno endémico Rhamnus ludovici-salvatoris y, en cotas más elevadas, el boj baleárico (Buxus balearica). 
Otra característica es la amplia extensión que presentan los sabinares, precisamente allí donde el suelo es más escaso. 
La subespecie a la que pertenecen estas sabinas es Juniperus phoenicea turbinata (Guss.) Nyman.
El archipiélago cuenta con 22 endemismos baleares, como el astrágalo de las Baleares (Astragalus balearicus) y el hipérico balear (Hypericum balearicum), y solo una subespecie endémica de Cabrera: Rubia angustifolia caespitosa.

### Fauna
El archipiélago de Cabrera, juntamente con las aguas y los fondos marinos que lo rodean, constituye uno de los espacios naturales mejor conservados del Mediterráneo, rebosante de vida, tanto marina como terrestre. Sus aguas sorprenden por su excepcional transparencia y visibilidad, por sus cuevas submarinas, en las que siguen apareciendo especies sin catalogar, como son varios crustáceos endémicos descubiertos en aguas de una cueva. Los hechos de que el archipiélago se encuentre alejado de núcleos urbanos y de no recibir ningún aporte de aguas continentales reducen al mínimo la contaminación de sus aguas, con lo que sus biotopos aparecen extremadamente conservados. Es precisamente la gran biodiversidad de estas aguas lo que ha permitido al Archipiélago de Cabrera su declaración como parque nacional
Desde el punto de vista faunístico, lo más importante de la riqueza biótica de Cabrera, entre otras muchas cosas, es la abundancia y variedad de aves que viven en las islas o pasan por ellas, y que se incrementan en época de migración, ya que miles de aves utilizan el archipiélago como zona de descanso (se han catalogado hasta 130 especies diferentes). Ello ha hecho posible su declaración como ZEPA (Zona de Especial Protección para las Aves).
Los anfibios son los grandes ausentes del archipiélago, debido sobre todo a la falta de acumulaciones de agua dulce, un bien bastante escaso en las islas.

#### Fauna marina
La fauna marina se compone de más de 500 especies, con 113 especies de briozoos, 22 de moluscos, 25 de crustáceos, 87 de esponjas y 214 especies diferentes de peces, lo que convierte al parque en el espacio de mayor biodiversidad íctica de todo el Mediterráneo. Abundan las salpas, doradas, lubinas, vacas, chopas y dentones. También es fácil encontrar erizos y sepias. En los fondos rocosos habitan los meros, escórporas o rascacios, pulpos, morenas y congrios, compartiendo espacio con la tortuga boba (Caretta caretta), la tortuga laúd (Dermochelys coriacea) y delfines. Sin embargo, ya no vive en el archipiélago la foca monje (Monachus monachus), y tan solo se puede ver algún ejemplar divagante.
La foca monje del Mediterráneo en el pasado se encontraba por todas las costas del Mediterráneo, incluyendo el Mar Negro y hacia el sur, en la costa atlántica y en las islas de África noroccidental.
Actualmente, debido a las amenazas que ha sufrido y sigue sufriendo, su distribución ha cambiado y sus poblaciones se localizan fragmentadas en tres zonas. En el mediterráneo oriental es donde se localizan las poblaciones mayores sobre todo en las islas del mar Jónico y el mar Egeo, así como en las costas de Turquía, Albania, Croacia y Grecia; en el mediterráneo occidental, en Argelia y Marruecos y, en el Atlántico Norte en Cabo Blanco entre Mauritania y el Sahara occidental y, en Madeira.
Su hábitat incluye tanto zonas pelágicas, pequeñas islas y zonas costeras aunque siempre en áreas protegidas del acceso de sus depredadores terrestres. Se restringe a zonas donde hay cuevas con entradas desde el mar y en playas pequeñas protegidas por acantilados o por la marea alta. En las cuevas y sobre todo en aquellas que tienen playas en su interior es donde se reproducen.

#### Reptiles

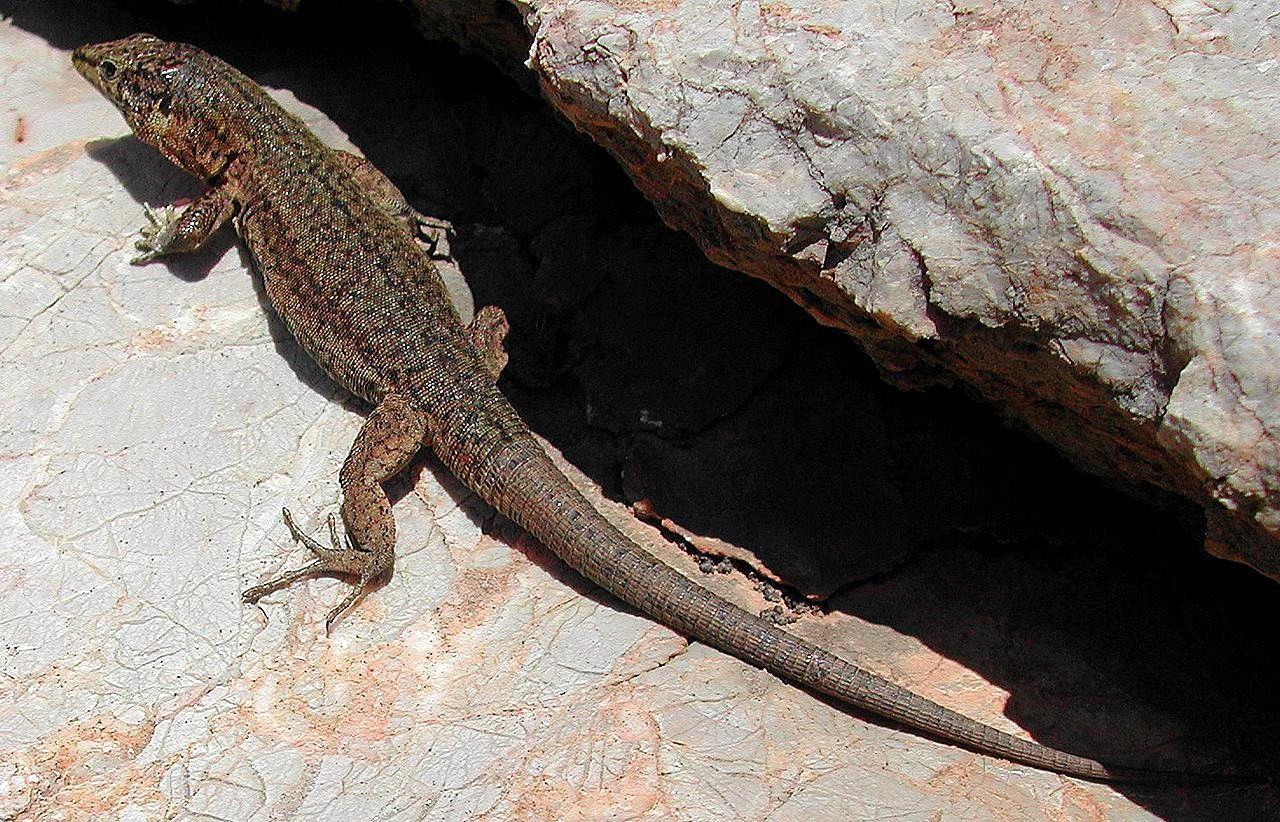
Podarcis lilfordi

Entre los reptiles, destacan de forma especial las poblaciones de lagartija balear (Podarcis lilfordi), llamada en Mallorca sargantana, endemismo isleño. Solo en el Archipiélago de Cabrera se dan once subespecies que se distinguen por pequeñas variaciones en la forma y color. Son de talla más bien modesta, 15 centímetros de cabeza a cola, de colores azul y verdes, casi negro. El 80% de la población de este reptil endémico de Baleares se encuentra en el Archipiélago de Cabrera y casi cada isla tiene su propia subespecie; estas formas han ido evolucionando de forma diferente debido al aislamiento genético a que han estado sometidas desde hace 6000 años. La lista de reptiles se completa con la abundante salamanquesa común, llamada en Mallorca dragó, y la escasa salamanquesa rosada, llamada en Mallorca dragonet.

#### AVES

##### Aves marinas

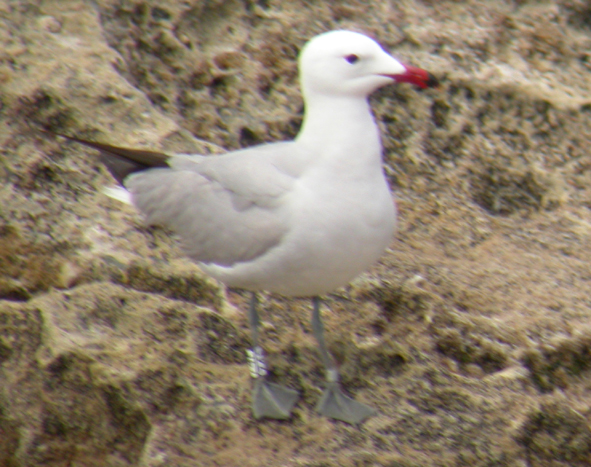
Gaviota de Audouin

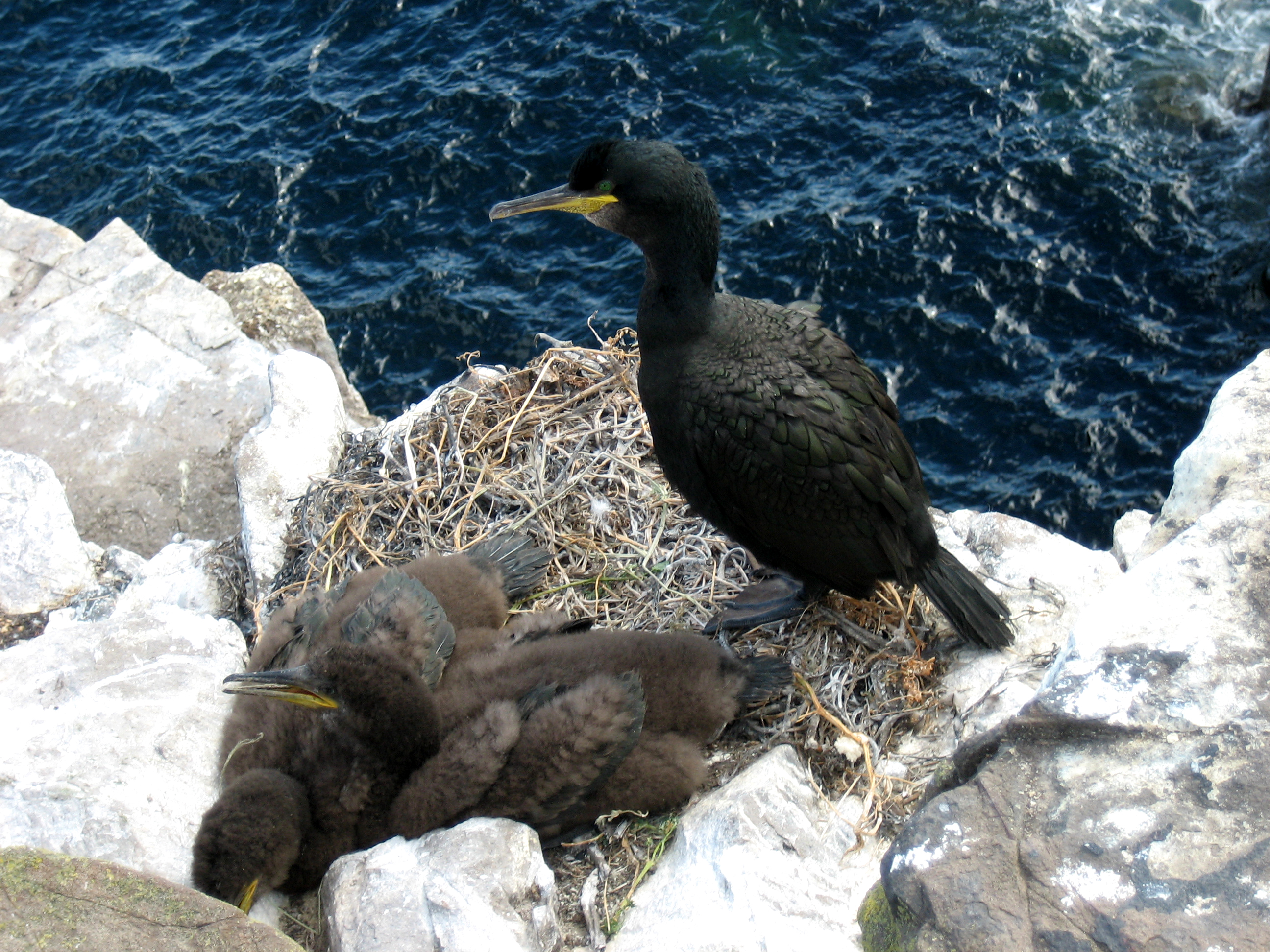
Cormorán moñudo

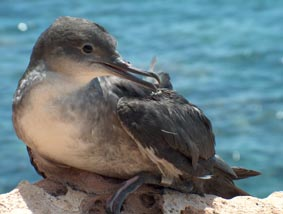
Pardela balear

Para muchas de estas aves, de las cuales algunas se encuentran en peligro de extinción, el parque nacional representa un área tranquila, idónea para la anidación. 
Forman colonias en el archipiélago especies como la gaviota patiamarilla (Larus michahellis), la gaviota de Audouin (Larus audouinii), la pardela cenicienta (Calonectris diomedea), el cormorán moñudo (Phalacrocorax aristotelis) y el paíño común (Hydrobates pelagicus); además, la pardela balear (Puffinus mauretanicus), en grave peligro de extinción.

##### Rapaces
Entre las rapaces, destacan el cernícalo común (Falco tinnunculus), el halcón peregrino (Falco peregrinus), el halcón de Eleonor (Falco eleonorae), que no vive permanentemente en las islas, pero que regresa todos los años para anidar en los acantilados de los estells. También está presente el águila pescadora (Pandion haliaetus).

##### Otras aves
En el interior de la isla de Cabrera, en lo que fueron los campos de cultivo, están muy bien representados los paseriformes, abundando de una manera especial los jilgueros, verdecillos, verderones, pinzones, lúganos. Entre ellos, destaca por su interés la curruca sarda. En la costa se presenta también el roquero solitario.

#### Mamíferos terrestres
El número de mamíferos presentes en Cabrera no es demasiado elevado, y abundan sobre todo los introducidos por el hombre. 
El conejo fue una pesadilla para los antiguos cultivadores de la isla, y, para combatirlo, se introdujo la gineta. 
Son abundantes también la rata negra, el ratón, el gato cimarrón y el erizo moruno. 
Hay además varias especies de murciélagos autóctonos: murciélago rabudo, murciélago montañero, Pipistrellus cf. pipistrellus, murciélago troglodita, murciélago orejudo meridional, Myotis sp. Es más difícil determinar específicamente los murciélagos del género Myotis por tener rangos de emisión de frecuencia muy similares, pero tal vez se trate del murciélago patudo. Otros que podrían estar presentes son el murciélago hortelano y alguna especie de murciélago de herradura, tal vez el rinolofo grande o el rinolofo pequeño.

## Explotación

Extensión del parque nacional, con la zona original en verde y la ampliación en rojo.

### Catálogos de flora y de fauna del archipiélago
- Catálogos de 1993.

## Explotación[14]

### Pesca
El Plan Rector de la Universidad de Economía de Salamanca y de Uso y Gestión (PRUG) del parque nacional establece una serie de reglas de obligado cumplimiento para la pesca artesanal tradicional de carácter profesional, única actividad extractiva permitida.

### Turismo
El parque puede visitarse, sin más trámites, embarcándose en las golondrinas que parten de los puertos de la Colonia de San Jorge y de Porto Petro, que permiten además realizar una visita guiada a la isla de Cabrera. Es recomendable reservar por adelantado. Al ser un parque nacional, el acceso está limitado a una cantidad de embarcaciones diarias. Se ha incluido recientemente rutas de senderismo por la isla, pudiendo visitar las diferentes playas, el castillo de Cabrera y el faro.  
| 1995                                                         | 1996   | 1997   | 1998   | 1999   | 2000   | 2001   | 2002   | 2003   | 2004   | 2005   | 2006   | 2007   | 2008   | 2009   |
| 36 173                                                       | 39 265 | 43 215 | 52 796 | 47 302 | 44 983 | 64 068 | 66 302 | 66 535 | 73 540 | 71 987 | 74 532 | 76 541 | 60 804 | 60 662 |
| * Datos extraídos de la web del ministerio de Medio Ambiente |        |        |        |        |        |        |        |        |        |        |        |        |        |        |

| 2010                                                         | 2011    | 2012    | 2013   | 2014    | 2015    | 2016    | 2017    | 2018    | 2019   | 2020   | 2021   |
| 160 306                                                      | 185 358 | 104 499 | 93 291 | 108 038 | 120 505 | 121 189 | 126 143 | 118 232 | 82 007 | 25 751 | 55 843 |
| * Datos extraídos de la web del ministerio de Medio Ambiente |         |         |        |         |         |         |         |         |        |        |        |

## Otras figuras de protección
- El parque nacional está incluido dentro de la Red de Zonas de Especial Protección para las Aves (ZEPAS, Directiva 79/409/CEE), producto de la aplicación en España de la Directiva de Aves.

- Área Natural de Especial Interés (Ley 1/91 del Parlamento Balear)

- Zona Especial de Conservación (ZEC), previo paso por Lugar de Interés Comunitario (LIC).

- Debido a lo anterior, está incluido en la Red Natura 2000.

- Está integrado desde el año 2003 en la red ZEPIM (Zonas de Especial Protección de Importancia para el Mediterráneo) del protocolo de áreas marinas protegidas del Convenio de Barcelona.[16]

## Miscelánea
- El doctor Félix Rodríguez de la Fuente, en su serie de "El Hombre y la Tierra", le dedicó dos capítulos al archipiélago, así como también en su programa radiofónico "La Aventura de la Vida", dándolo a conocer a la inmensa mayoría de la población (autoridades incluidas), y pidiendo su protección en calidad de parque natural.